# Посткейнсіанство
Посткейнсіанство — напрям у економічній теорії, що сформувався в 70-х роках XX століття внаслідок деякого оновлення кейнсіанства та інших течій, головним чином інституціоналізму. Основні представники: Дж. Робінсон, М. Калецький, П. Сраффа, Н. Калдор, А. Лернер, Х. Мінські, Л. Пазінетті.
Посткейнсіанство виникло як реакція на глибоку кризу традиційної економічної думки та традиційного кейнсіанства, які виявилися нездатними адекватно відобразити процеси, що відбуваються в капіталістичній економіці в умовах подальшого усуспільнення виробництва та нестійкості господарського розвитку, а отже і не змогли зробити відповідні висновки щодо економічної політики. Посткейнсіанство відображає спробу створити свою теорію економічного зростання і розподілу.